# Wasserturm am Weinberg

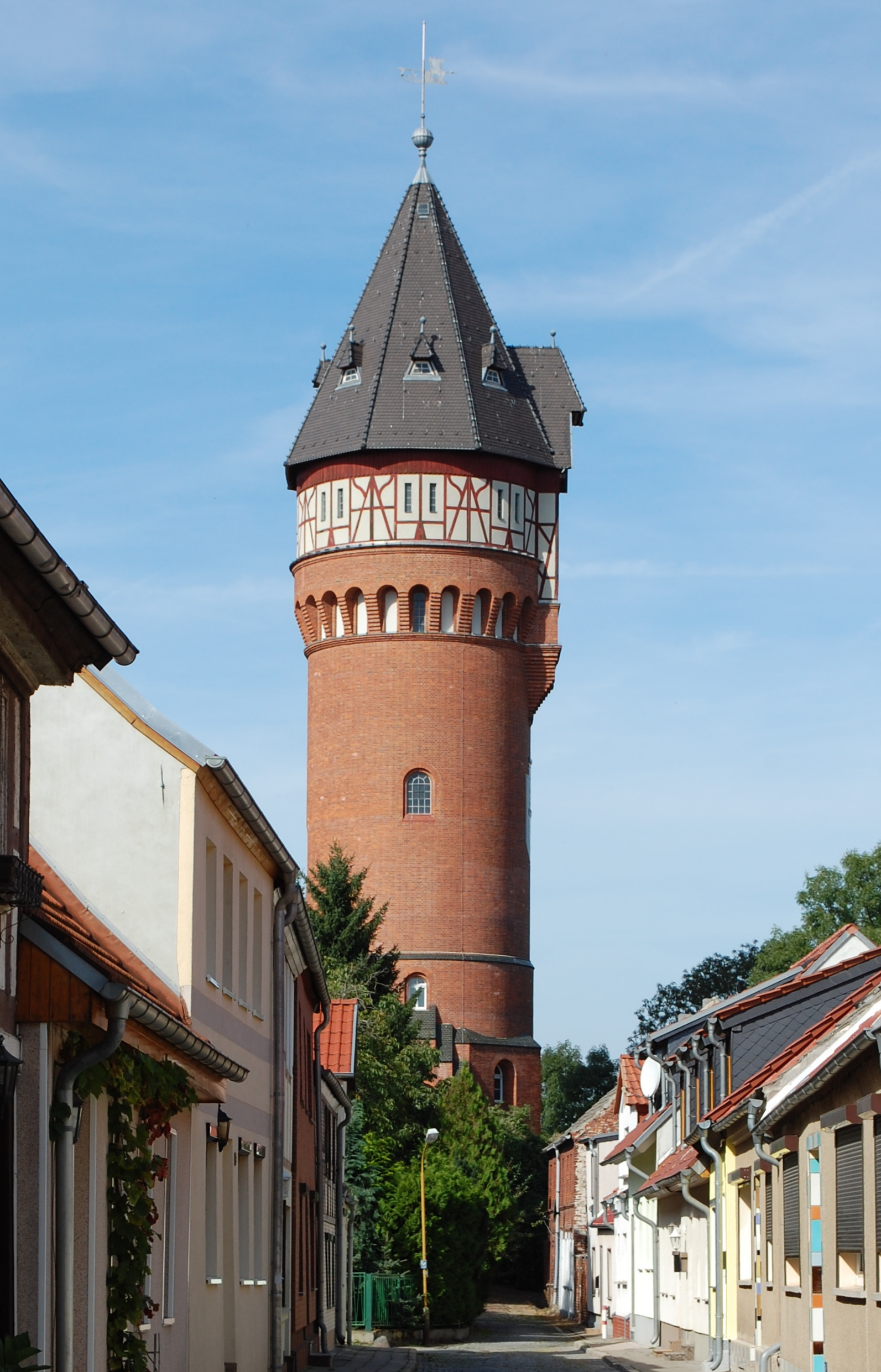
Wasserturm Burg

Der Wasserturm am Weinberg ist ein denkmalgeschützter Wasserturm in Burg (bei Magdeburg) in Sachsen-Anhalt.
Er steht auf dem Weinberg nördlich des Zentrums der Stadt an der Straße Treppengang.

## Architektur und Geschichte
Der Wasserturm wurde im Jahr 1902 vom Burger Maurermeister Gustav Ortloff im Zuge des Baus der zentralen Trinkwasserversorgung errichtet. Zunächst war eine Errichtung südlich von Burg bei der Gärtnerei Mohrenweiser an der Magdeburger Chaussee vorgesehen, letztlich entschied man sich dann jedoch für den Standort auf dem Weinberg.
Der Turm hat eine Höhe von 46 Metern. Im oberen, etwas verdickten Teil des Turms befindet sich ein genieteter, gusseiserner Wasserbehälter mit einem Fassungsvermögen von 400 m³. Der Behälter ist nach oben offen und wird nach oben hin nur durch die Holzdielen der darüber befindlichen Etage abgeschirmt. Das im Behälter befindliche Trinkwasser wurde ursprünglich in sechs 30 Meter tiefen Rohrbrunnen in den nördlich der Stadt Burg befindlichen Brunnenfeldern auf dem Holländer gewonnen und nach einer Aufbereitung im Wasserwerk Blumenstraße in den Turm gepumpt.
In den 1970er Jahren wurde der Wasserturm außer Betrieb gesetzt und nicht mehr für die Wasserversorgung genutzt. Er wird heute für Ausstellungszwecke genutzt.
Im örtlichen Denkmalverzeichnis ist der Wasserturm unter der Erfassungsnummer 094 05637 als Baudenkmal verzeichnet.